# Grandval (Frankrijk)
Grandval is een gemeente in het Franse departement Puy-de-Dôme (regio Auvergne-Rhône-Alpes) en telt 111 inwoners (2009). De plaats maakt deel uit van het arrondissement Ambert.

## Geografie
De oppervlakte van Grandval bedraagt 9,5 km², de bevolkingsdichtheid is dus 11,7 inwoners per km².
De onderstaande kaart toont de ligging van Grandval (Frankrijk) met de belangrijkste infrastructuur en aangrenzende gemeenten.

## Demografie
Onderstaande figuur toont het verloop van het inwonertal (bron: INSEE-tellingen).